# Lamprosema lunulalis
Lamprosema lunulalis là một loài bướm đêm trong họ Crambidae.